# Frankenia fecunda
Frankenia fecunda är en frankeniaväxtart som beskrevs av Victor Samuel Summerhayes. Frankenia fecunda ingår i släktet frankenior, och familjen frankeniaväxter. Inga underarter finns listade i Catalogue of Life.